# Погенешть (Тіміш)
Погенешть, Погенешті (рум. Pogănești) — село у повіті Тіміш в Румунії. Входить до складу комуни Бирна.
Село розташоване на відстані 350 км на північний захід від Бухареста, 61 км на схід від Тімішоари.

## Історія
Перша документальна згадка про село датується 1453 роком.
1889 року в Погенешті побудовано храм.
За даними 1910 року населення села складало 541 особу, з яких етнічний склад представляли 524 румуна, 7 сербів, 6 німців і 4 угорця. 
У 1970-х роках сюди почали переселятися етнічні українці, вихідці з північної Мармарощини і Буковини, які невдовзі утворили міцну спільноту, що на початку 1990-х років за кількістю переважала кожну з інших національностей. Так 1992 року в Погонешті налічувався 371 житель, серед них українців — 305 осіб, румунів — 65 осіб, сербів — 1 особа.

## Населення
За даними перепису населення 2002 року у селі проживали 297 осіб.
Національний склад населення села:
| Національність | Кількість осіб | Відсоток |
| -------------- | -------------- | -------- |
| українці       | 243            | 81,8%    |
| румуни         | 54             | 18,2%    |

Рідною мовою назвали:
| Мова       | Кількість осіб | Відсоток |
| ---------- | -------------- | -------- |
| українська | 243            | 81,8%    |
| румунська  | 54             | 18,2%    |